# Staurastrum americanum
Staurastrum americanum là một loài Song tinh tảo trong họ Desmidiaceae, thuộc chi Staurastrum.